# Rhionaeschna obscura
Rhionaeschna obscura là loài chuồn chuồn trong họ Aeshnidae. Loài này được Muzón & von Ellenrieder mô tả khoa học đầu tiên năm 2001.